# ありのままで (松澤由美の曲)
『ありのままで』は、松澤由美の6作目のシングル。1999年2月24日にイーストウエスト・ジャパンから発売された。

## 概要
ニッポン放送系『アニメガパラダイス』において、オリコン100位以内にランキングしなければ歌手業引退という企画においてのリリースであった。同番組リスナーより歌詞を募集し、本人が作った詞をベースにそれらの詞を組み込んで歌詞が作られた。また、「Friends Remix」では番組のリスナー161人がコーラスに参加した。シングルケース内に作詞・コーラスで協力した人全員の名前が記載されている。

## 収録曲
全曲 作詞：松澤由美、作曲・編曲：田中公平
1. ありのままで
  - ニッポン放送『アニガメパラダイス』エンディングテーマ
2. ありのままで（フレンズ・リミックス）
3. ありのままで（オリジナル・カラオケ）